# El Quijote de Miguel de Cervantes
El Quijote de Miguel de Cervantes va ser una sèrie de televisió estrenada per Televisió espanyola en 1992, amb direcció de Manuel Gutiérrez Aragón, producció d'Emiliano Piedra i guió de Camilo José Cela, basada en la cèlebre novel·la de Miguel de Cervantes.

## Argument
Alonso Quijano, un gentilhome manxec d'uns 50 anys i de mitjana posició econòmica, queda entusiasmat de tal manera pels llibres de cavalleria que decideix sortir a córrer aventures acompanyat del seu fidel escuder Sancho. L'especial bogeria de El Quixot i la fascinació de Sancho per les paraules del seu senyor es van revelant a poc a poc, en contrast amb la brutalitat i la burla que tots dos, benintencionats personatges, són objecte per part d'aquells als qui tracten d'ajudar.

## Ficha artística
- Fernando Rey…Don Quijote
- Alfredo Landa…Sancho Panza
- Francisco Merino…El cura
- Manuel Alexandre…El barber
- Emma Penella…Teresa Panza
- José Luis Pellicena…Miguel de Cervantes Saavedra
- José Luis López Vázquez…Posader
- Terele Pávez…Ama
- Charo Soriano
- Nuria Gallardo
- Esperanza Roy…Maritornes
- Lina Canalejas
- Antonio Gamero
- Rafael Alonso
- Aldo Sambrell
- Fermín Reixach…Cardenio
- Aitana Sánchez-Gijón…Dorotea
- Héctor Alterio
- Eusebio Lázaro…Ginés de Pasamonte
- Máximo Valverde
- Alejandra Grepi…Luscinda

## Fitxa tècnica
- Direcció: Manuel Gutiérrez Aragón
- Producció: Emiliano Piedra
- Guions: Camilo José Cela
- Direcció de producció: Emiliano Otegui
- Música: Lalo Schifrin
- Fotografia: Teo Escamilla
- Muntatge: José Salcedo
- Direcció d'art: Félix Murcia

## Premis i candidatures
Festival de Televisió de Canes
| Categoria    | Persona      | Resultat   |
| ------------ | ------------ | ---------- |
| Millor sèrie | Millor sèrie | Guanyadora |
| Millor actor | Fernando Rey | Guanyador  |

Fotogramas de Plata
| Categoria                 | Persona       | Resultat  |
| ------------------------- | ------------- | --------- |
| Millor actor de televisió | Fernando Rey  | Guanyador |
| Millor actor de televisió | Alfredo Landa | Candidat  |

TP d'Or 1992
| Categoria                       | Persona                         | Resultat   |
| ------------------------------- | ------------------------------- | ---------- |
| Millor sèrie dramàtica nacional | Millor sèrie dramàtica nacional | Guanyadora |
| Millor actor                    | Fernando Rey                    | Candidat   |

Unión de Actores 1992
| Categoria                                      | Persona      | Resultat  |
| ---------------------------------------------- | ------------ | --------- |
| Millor interpretació protagonista de televisió | Fernando Rey | Guanyador |

## Audiència
Una mitjana de 4.583.000 teleespectadors han vist la sèrie de Televisió Espanyola. Entre les produccions no comercials dels últims anys de TVE, El Quijote ha tingut els millors resultats, després del fracàs de Réquiem por Granada, i els modestos nivells d'audiència de Los jinetes del alba (19%) i La huella del crimen (17%).
L'estrena de la sèrie, el 29 de gener a les 21.30, va concentrar davant el televisor a 7.237.600 persones, la qual cosa va suposar una audiència mitjana del 21,8% i un share del 45,2%.
Dins de les comunitats amb televisió autonòmica, a Euskadi va aconseguir el primer lloc amb una audiència mitjana del 27,5% (522.500 espectadors) i un share del 54,8%. La seva audiència més baixa es va produir a Madrid (756.800), Catalunya (977.400) i Galícia (312.000). A Andalusia va ser seguida per 1.062.000 espectadors, i a València, per 673.200. Després del primer capítol, l'audiència es va mantenir sobre els quatre milions de teleespectadors. L'últim episodi va tenir 3.800.000 teleespectadors.

## Comentaris
El projecte d'adaptació de l'obra El Quixot a un format televisiu neix amb Pilar Miró en la direcció de TVE i, després de la seva sortida en 1989, l'assumeixen els nous responsables de l'ens públic.
Amb un pressupost de vuit milions d'euros, la idea original és incloure les dues parts de la novel·la en sengles processos de rodatge: un primer lliurament de 8 capítols i una segona de 10, que havia de dirigir Mario Camus. No obstant això, els plans no es compleixen i la sèrie, de 5 capítols, es limita a recrear els successos del primer llibre.
La sèrie roman inèdita fins a començaments de 1992. Rep dos premis en el Festival de Televisió de Cannes i obté una audiència mitjana de 4,5 milions d'espectadors. Manuel Gutiérrez Aragón elabora els nous guions l'estiu de 1992.
Problemes econòmics de la cadena i la impossibilitat de reunir al mateix equip després de la mort del productor Emiliano Piedra, retarden el rodatge de la segona part, que no arribaria a realitzar-se.